# 丁普郎
丁 普郎（てい ふろう、? - 1363年）は、元末の軍人。朱元璋に仕えて、彼の勢力拡大に貢献した。

## 生涯
| 姓名         | 丁普郎                        |
| 時代         | 元代                          |
| 生没年       | 生年不詳 - 至正23年（1363年） |
| 字・別名     | -                             |
| 本貫・出身地 | -                             |
| 職官         | 枢密院同知（明）              |
| 爵位         | 済陽郡公（明）                |
| 諡号         | -                             |
| 陣営・所属   | 徐寿輝→陳友諒→朱元璋          |
| 家族・一族   | -                             |

至正12年（1352年）1月、徐寿輝の将として、徐明遠と共に漢陽、興国府を攻略した。
至正21年（1361年）8月、陳友諒の将として小孤山を守っていた。傅友徳と共に朱元璋に降伏した。
枢密院同知となり、数々の功績を挙げた。
至正23年（1363年）7月、南昌の救援に向かい、鄱陽湖の戦いに参加した。丁普郎は身体に10余の傷を受け、首を取られてなお、直立した状態で亡くなった。敵兵は丁普郎を神であると驚き、畏れた。
至正24年（1364年）4月、朱元璋の命により康郎山に忠臣祠が建てられ、鄱陽湖の戦いの戦死者35人が祀られた。丁普郎はその筆頭として祀られ、済陽郡公を追贈された。